# Туркменистан на Светском првенству у атлетици у дворани 1999.
Туркменистан је после пропуштеног 6. Светског првенства 1997 у Паризу учествовао на 7. Светском првенству 1999. одржаном у Маебашију од 5. до 7. марта. 
У његовом другом учешћу на светским првенствима у дворани -Туркменистан је представљао један атлетичар који се такмичио у трци на 60 метара са препонама. 
Такмичар Туркменистана није освојио ниједну медаљу, нити је оборио неки рекорд. 

## Учесници
Мушкарци:
- Baimourad Achirmouradov — 60 м препоне

### Мушкарци
| Атлетичар               | Дисциплина   | Лични рекорд | Квалификације | Квалификације | Полуфинале           | Полуфинале           | Финале               | Финале       | Детаљи |
| Атлетичар               | Дисциплина   | Лични рекорд | Резултат      | Место         | Резултат             | Место                | Резултат             | Место        | Детаљи |
| ----------------------- | ------------ | ------------ | ------------- | ------------- | -------------------- | -------------------- | -------------------- | ------------ | ------ |
| Baimourad Achirmouradov | 60 м препоне |              | 8,47 НРд      | 6. у гр. 3    | Није се квалификовао | Није се квалификовао | Није се квалификовао | 18 / 19 (20) |        |